# Soldiers
Soldiers — це чільний сингл із третього студійного альбому гурту Drowning Pool — Full Circle. Сингл вийшов у 2007 році, і став дебютом нового фронтмена гурту — Раяна Мак-Комбза, на той час — колишнього учасника гурту SOiL. В ньому теж звучить характерний стиль вигуків Раяна Мак-Комбза, які рідко можна почути в решті пісень альбому.
Пісня присвячена та написана про військових, які служать у Збройних силах США. У офіційному музичному відеокліпі, знятому на цю пісню, зображений гурт, який виконує її перед солдатами, а вони своєю чергою їм підспівують.
«Soldiers» використовувався гравцем команди Філадельфія Філліс — пітчером Бредом Ліджем, коли він виходив на поле. Лідж обрав цю пісню на честь своїх друзів та членів сім'ї, які брали участь у війні в Іраку.

## Список треків
Автор музики і слів Drowning Pool. 
| #  | Назва                         | Тривалість |
| -- | ----------------------------- | ---------- |
| 1. | «Soldiers» (Радіо-видання)    | 3:18       |
| 2. | «Soldiers» (Альбомне видання) | 3:31       |

## Учасники
- Раян Мак-Комбз — вокал
- СіДжей Пірс — гітара
- Майк Льюс — ударні
- Стіві Бентон — баси